# Gertrude Barrows Bennett
Gertrude Barrows Bennett (Mineápolis, 18 de septiembre de 1883-San Francisco, 2 de febrero de 1948), también conocida por el seudónimo de Francis Stevens, fue una escritora estadounidense y la primera mujer que destacó en el género fantástico y la ciencia ficción en los Estados Unidos. Escribió varias historias fantásticas entre 1917 y 1923 que fueron muy aclamadas. Sus libros más famosos incluyen Claimed y The Citadel of Fear, una novela del subgénero mundo perdido; también escribió una de las primeras obras de ficción distópica, The Heads of Cerberus. A pesar de ser una autora casi olvidada, ha sido considerada «la mujer que inventó la fantasía oscura».

## Vida
Gertrude Myrtle Barrows nació el 18 de septiembre de 1883 en Mineápolis, Minnesota, hija de Charles Barrows y Carrie Hatch.  Asistió a la escuela hasta el octavo grado, después acudió a la escuela nocturna con la esperanza de convertirse en ilustradora —meta que nunca alcanzó— y comenzó a trabajar como taquígrafa para ayudar a la familia, ocupación a la que se dedicó el resto de su vida.
En 1909, Barrows se casó con Stewart Bennett, un periodista y explorador británico, y se mudó con él a Filadelfia. Stewart murió al año siguiente durante una tormenta, mientras cubría una expedición que buscaba un tesoro submarino, y dejó a Gertrude con una hija recién nacida que mantener, por lo que continuó trabajando como taquígrafa para un profesor de la Universidad de Pensilvania. Cuando su padre falleció hacia el final de la Primera Guerra Mundial, también asumió el cuidado de su madre inválida.
Barrows Bennett comenzó a escribir historias cortas y novelas en esa época y solo paró cuando su madre murió en 1920. Se trasladó a California a mediados de la década de 1920. Como estaba enemistada con su hija, durante varios años los investigadores creyeron que falleció en 1939 —fecha en que le escribió la última carta—; sin embargo, nuevos hallazgos, entre ellos su certificado de defunción, demuestran que realmente murió en 1948.

## Carrera literaria
Barrows Bennett escribió su primer cuento a los 17 años, una historia de ciencia ficción titulada «The Curious Experience of Thomas Dunbar», el cual envió por correo a Argosy, por ese entonces una de las revistas pulp más importantes. El cuento fue aceptado y se publicó en la edición de marzo de 1904.
Cuando comenzó a cuidar a su madre decidió volver a escribir como un medio para mantener a su familia. Su primera obra después de regresar a la literatura fue la novela corta «The Nightmare», que apareció en All-Story Weekly en 1917. La historia se desarrolla en una isla separada del resto del mundo, en la que la evolución tomó un curso diferente; guarda algunas semejanzas con The Land That Time Forgot de Edgar Rice Burroughs, que se publicó un año más tarde. Aunque Barrows Bennett presentó la novela bajo su nombre, pidió que se publicara con un seudónimo. El editor de la revista decidió no utilizar el seudónimo que la autora sugirió, Jean Vail, y en cambio le atribuyó el relato a Francis Stevens. Cuando los lectores respondieron positivamente, Barrows Bennett decidió seguir usándolo.
En los siguientes años escribió varias historias cortas y novelas. Por ejemplo, su cuento «Friend Island» (All-Story Weekly, 1918) es una narración ambientada en un siglo XXII gobernado por mujeres. Otra de ellas es la novela «Serapion» (Argosy, 1920), que describe la vida de un hombre poseído por una criatura sobrenatural, la cual se reeditó en un libro electrónico titulado Possessed: A Tale of the Demon Serapion, junto a otras tres obras de la autora. Muchos de sus relatos se incluyeron en The Nightmare and Other Tales of Dark Fantasy (University of Nebraska Press, 2004).
Publicó su primera y quizás mejor novela en 1918, The Citadel of Fear (Argosy, 1918); una historia del subgénero mundo perdido centrada en una olvidada ciudad azteca que es «redescubierta» durante la Primera Guerra Mundial. En la introducción de una reimpresión de la novela de 1952, se reveló por primera vez que «Francis Stevens» era el nombre de pluma de Barrows Bennett. Un año más tarde publicó su única novela de ciencia ficción, The Heads of Cerberus (The Thrill Book, 1919), una de las primeras novelas de ficción distópica. El libro describe «un polvo gris en un frasco de plata» que transporta a quien lo aspira a una Filadelfia totalitaria en el año 2118.
Una de las novelas más famosas de Barrows Bennett es Claimed (Argosy, 1920; reimpresa en 1966 y 2004), en la que un artefacto sobrenatural convoca a una deidad antigua y poderosa al Nueva Jersey de principios del siglo XX. Augustus T. Swift afirmó en una carta a Argosy que la obra era «una de las más extrañas y convincentes novelas de literatura fantástica que alguna vez leerás».

## Legado
A pesar de ser una autora casi olvidada, según el académico Gary Hoppenstand, Barrows Bennett es la persona con «más [derecho] a reclamar haber creado el nuevo género de fantasía oscura», Se ha dicho que sus textos influyeron a H. P. Lovecraft y Abraham Merritt, porque ambos «emularon el estilo y los temas iniciales de Bennett». Se dijo incluso que Lovecraft elogió su trabajo; sin embargo existe controversia acerca de si esto realmente sucedió o no y el elogio parece haber sido el resultado de unas cartas erróneamente atribuidas a Lovecraft.
Por otro lado, durante varias décadas los críticos y lectores creyeron que «Francis Stevens» era un seudónimo de Merrit. Este rumor solo terminó con la reimpresión de Citadel of Fear en 1952, que presentó una introducción biográfica de Barrows Bennett escrita por Lloyd Arthur Eshbach.
El crítico Sam Moskowitz afirmó que Barrows Bennett fue «la mejor escritora de ciencia ficción en el período entre Mary Wollstonecraft Shelley y C. L. Moore». Fue la primera mujer estadounidense cuya obra de fantasía y ciencia ficción se publicó ampliamente y ha sido reconocida como pionera del género de fantasía entre las escritoras.

## Obra

### Novelas
- The Citadel of Fear (1918)
- The Labyrinth (1918)
- The Heads of Cerberus (1919)
- Avalon (1919)
- Claimed (1920).

### Cuentos y novelas cortas
- «The Curious Experience of Thomas Dunbar» (1904)
- «The Nightmare» (1917)
- «Friend Island» (1918)
- «Behind the Curtain» (1918)
- «Unseen-Unfeared» (1919)
- «The Elf-Trap» (1919)
- «Serapion» (1920)
- «Sunfire» (1923)

### Antologías
- Possessed: A Tale of the Demon Serapion (2002)
- Nightmare: And Other Tales of Dark Fantasy (2004)